# Festival da Canção 1964
Das 1. Festival da Canção (portugiesisch I Grande Prémio TV da Cançao 1964) fand am 2. Februar 1964 in den Studios Lumiar in Lissabon statt. Es war als portugiesischer Vorentscheid für den Eurovision Song Contest 1964 begründet worden, an dem Portugal ab diesem Jahr regelmäßig teilnahm.
Moderatoren der Sendung waren Maria Helena, Fialho Gouveia und Henrique Mendes.
Als Sieger ging António Calvário mit dem Titel Oração hervor. Beim Eurovision Song Contest in Kopenhagen blieb er ohne Punkte und belegte am Ende gemeinsam mit drei anderen Künstlern den 13. Platz.

## Ergebnisse
| Platz | Startnr. | Interpret          | Lied Musik (M) und Text (T)                                                       | Punkte |
| ----- | -------- | ------------------ | --------------------------------------------------------------------------------- | ------ |
| 01.   | 01       | António Calvário   | Oração M: João Nobre; T: Rogério Bracinha, Francisco Nicholson                    | 79     |
| 02.   | 11       | Guilherme Kjölner  | Lindo par M/T: António Galvão Lucas                                               | 56     |
| 03.   | 04       | Simone de Oliveira | Olhos nos olhos M: Carlos Canelhas; T: António Antão                              | 53     |
| 04.   | 07       | Guilherme Kjölner  | Manhã M: José Pereira Mesquita; T: Manuela de Moura Sá Teles Santos               | 31     |
| 05.   | 12       | Madalena Iglésias  | Balada das palavras perdidas M: António Ruiz de Almeida Garrett; T: Nuno Fradique | 30     |
| 06.   | 10       | António Calvário   | Para cantar Portugal M: Jaime Filipe e Tavares Belo; T: Artur Ribeiro             | 11     |
| 07.   | 05       | Gina Maria         | Tirano gentil M: José Pereira Mesquita; T: Manuela de Moura Sá Teles Santos       | 06     |
| 08.   | 02       | Artur Garcia       | Finalmente M: Jorge Machado; T: António José                                      | 02     |
| 08.   | 08       | Simone de Oliveira | Amar é ressurgir M: João Andrade Santos; T: Manuela de Moura Sá Teles Santos      | 02     |
| 10.   | 02       | Artur Garcia       | Foi sonho M: Esteves Graça; T: Manuela de Moura Sá Teles Santos                   | 0      |
| 10.   | 03       | Madalena Iglésias  | Na tua carta M: João Andrade Santos; T: Manuela de Moura Sá Teles Santos          | 0      |
| 10.   | 09       | Gina Maria         | Minha luz brilhou M: João Andrade Santos; T: Manuela de Moura Sá Teles Santos     | 0      |

### Juryvoting
| Startnr. | Lied                         | Region | Region | Region | Region   | Region         | Region  | Region | Region | Region | Region | Region   | Region     | Region | Region   | Region  | Region           | Region    | Region | Gesamt |
| Startnr. | Lied                         | Aveiro | Beja   | Braga  | Bragança | Castelo Branco | Coimbra | Évora  | Faro   | Guarda | Leiria | Lissabon | Portalegre | Porto  | Santarém | Setúbal | Viana do Castelo | Vila Real | Viseu  | Gesamt |
| -------- | ---------------------------- | ------ | ------ | ------ | -------- | -------------- | ------- | ------ | ------ | ------ | ------ | -------- | ---------- | ------ | -------- | ------- | ---------------- | --------- | ------ | ------ |
| 01       | Oração                       | 1      | 1      | 2      | 5        | 5              | 2       | 7      | 9      | 8      | 1      | 1        | 2          | 5      | 3        | 6       | 9                | 10        | 2      | 79     |
| 02       | Foi sonho                    | –      | –      | –      | –        | –              | –       | –      | –      | –      | –      | –        | –          | –      | –        | –       | –                | –         | –      | 0      |
| 03       | Na tua carta                 | –      | –      | –      | –        | –              | –       | –      | –      | –      | –      | –        | –          | –      | –        | –       | –                | –         | –      | 0      |
| 04       | Olhos nos olhos              | 5      | –      | 1      | 1        | 3              | –       | 1      | –      | 3      | 14     | 6        | 3          | 1      | 2        | 4       | –                | 1         | 8      | 53     |
| 05       | Tirano Gentil                | –      | 1      | –      | 2        | –              | –       | –      | 1      | –      | –      | 1        | –          | –      | 1        | –       | –                | –         | –      | 06     |
| 06       | Finalmente                   | –      | –      | –      | –        | –              | –       | –      | –      | –      | –      | 1        | –          | –      | –        | –       | –                | –         | 1      | 02     |
| 07       | Manhã                        | –      | 1      | 4      | 1        | 3              | –       | 1      | 2      | 3      | –      | 1        | 3          | 2      | 1        | 5       | 3                | –         | 1      | 31     |
| 08       | Amar é ressurgir             | –      | –      | –      | –        | 1              | –       | –      | –      | –      | –      | –        | –          | –      | 1        | –       | –                | –         | –      | 02     |
| 09       | Minha luz brilhou            | –      | –      | –      | –        | –              | –       | –      | –      | –      | –      | –        | –          | –      | –        | –       | –                | –         | –      | 0      |
| 10       | Para cantar Portugal         | –      | 1      | 5      | 3        | –              | 1       | –      | –      | –      | –      | –        | –          | –      | 1        | –       | –                | –         | –      | 11     |
| 11       | Lindo par                    | 8      | 3      | 3      | 1        | 3              | 12      | 6      | 3      | 1      | –      | 4        | 3          | 1      | 4        | –       | 3                | 1         | –      | 56     |
| 12       | Balada das palavras perdidas | 1      | 8      | –      | 2        | –              | –       | –      | –      | –      | –      | 1        | 4          | 6      | 2        | –       | –                | 3         | 3      | 30     |